# كتاب الأسماء
كتاب الأسماء هو كتاب كتبه الباب علي محمد، مؤسس الديانة البابية، باللغة العربية أثناء سجنه في ماه كو وچهريق في إيران (1847-1850). مع حجم إجمالي يزيد عن 3000 صفحة، فهو أكبر كتاب مقدس في التاريخ الديني. يصف ستيفن لامبدين كتاب الأسماء بأنه «أحد أهم وأثقل كتابات الباب من الناحية اللاهوتية».
يوجد ما لا يقل عن ستة وعشرين مخطوطة، ولم يُعثر على جزء كبير من النص بعد. تتوفر بعض المقتطفات باللغة الإنجليزية في المجلد مختارات من كتاب الباب [الإنجليزية].

## محتويات
ينقسم النص إلى تسعة عشر وحدة (وحيد) و 361 بابًا (باب؛ فصول).  ويتكون إلى حد كبير من تنويعات مطولة من استدعاء أسماء الله. تتم مناقشة كل اسم في أربعة أجزاء مختلفة، وكل جزء مكتوب في طريقة وحي مختلفة: الآيات الإلهية، والصلوات، والتعليقات، والحجج العقلانية. ترمز الفصول الـ 361 إلى كل الأشياء وأيام السنة في التقويم البهائي. إن المكان الذي توجد فيه المواد المتعلقة بالتقويم في كتاب الأسماء يحتاج إلى مزيد من البحث.
في مصادر العقيدة والتاريخ البابي المبكر، وُصف كتاب الأسماء بأنه عمل يمكن أن يكون مثيرًا للاهتمام بشكل كبير لعلم النفس الملهم الديني. بأسلوب تيار الوعي، يستكشف الباب العديد من الأسماء والصفات الإلهية ويصف كيف يمكن إضفاء الروحانية على البشرية من خلال الاعتراف بمظاهر ظهور الإلهي.

## الاقتباسات
«راقبوا بعضكم بعضًا بالمحبة، فأصلحوا أموركم، فإن وجدتم بينكم من هو مصاب بالحزن، فأزيحوا حزنه بكل ما في وسعكم، وإن وجدتم بينكم من هو مصاب بالفقر، فأغنوه بقدر طاقتكم، وإن وجدتم بينكم من هو مذلول، فأعزوه بقدر طاقتكم، وإن وجدتم بينكم من هو محجوب بالجهل، فأعلموه بقدر طاقتكم، وإن وجدتم بينكم من هو أعزب، فأزوجوه على وفق الشريعة الإلهية بقدر طاقتكم، وإن وجدتم بينكم من هو في ضيق، فأسكنوه بقدر طاقتكم، انظروا إلى الآخرين بنفس العيون التي تنظرون بها إلى أنفسكم، وإن وجدتم بينكم من هو جائع، فأرسلوا إليه بحق وبقدر طاقتكم طعامًا لا يحزن قلبه، فإن وجدتم من لا كسوة له فألبسوه من أحسن الثياب ما استطعتم، فلا تنظروا إلى أنفسكم وأموالكم، بل انظروا إلى الله الذي خلقكم ورزقكم من ملكه ما هو نصيبكم» (29: 423-24، ترجمة مؤقتة من النص الإنجليزي لنادر سعيدي) 
«قل إن الله يزرع في الأرض كيف يشاء بأمره أفلا تنظرون؟ أحسبتم أنكم الزارعون؟ قل سبحان الله نحن الزارعون. قل فلا تنظروا إلى أحد إلا كما تنظرون إلى أعلى شيخ بينكم. إن ما أشهد به على الحكام والفلاحين منكم سواء كل قائم بأمر الله» (29: 383-86، ترجمة مؤقتة من النص الإنجليزي لنادر سعيدي) 

## الملاحظات
1. ↑  ذكر كـ: Báb. مذكور في: كتاب الاسماء. لغة العمل أو لغة الاسم: العربية. تاريخ النشر: أغسطس 1848. المُؤَلِّف: علي محمد الشيرازي.
2. ↑  "The Transliteration System Used in Baháʼí Literature".
3. ↑  Smith, Peter (2000). "Names, Book of". A Concise Encyclopedia of the Bahá'í Faith. A concise encyclopedia of the Baháʼí Faith (بالإنجليزية). Oxford: Oneworld Publications. p. 258. ISBN:1-85168-184-1. Archived from the original on 2025-01-15. Retrieved 2025-03-10.
4. 1 2 3 4  Saiedi 2008، صفحات 36
5. ↑  Denis MacEoin (1992). The Sources for Early Bābī Doctrine and History. Leiden: Brill. ص. 91–92. ISBN:90-04-09462-8. مؤرشف من الأصل في 2024-10-09.
6. 1 2  Smith, Peter (2000). "Names, Book of". A Concise Encyclopedia of the Bahá'í Faith. A concise encyclopedia of the Baháʼí Faith (بالإنجليزية). Oxford: Oneworld Publications. p. 258. ISBN:1-85168-184-1. Archived from the original on 2025-01-15. Retrieved 2025-03-10.Smith, Peter (2000). "Names, Book of". A concise encyclopedia of the Baháʼí Faith. Oxford: Oneworld Publications. p. 258. ISBN 1-85168-184-1.
7. 1 2  Saiedi 2008، صفحات 45
8. ↑  Saiedi 2008، صفحات 337
9. ↑  Saiedi 2008، صفحات 336
10. ↑  MacEoin، Denis. The sources for early Bábí doctrine and history. E.J. Brill. ص. 92.
11. ↑  MacEoin، D.M. "BAHAISM xii. Bahai Literature". Encyclopaedia Iranica.
12. ↑  Saiedi 2008، صفحات 323
13. ↑  Saiedi 2008، صفحات 81

## قراءة إضافية
- The Báb (1976). Selections from the Writings of the Báb. Wilmette, Illinois, USA: Baháʼí Publishing Trust. ص. 129–149. ISBN:1-931847-30-4. مؤرشف من الأصل في 2024-12-01.

## روابط خارجية
المخطوطات المتاحة على الإنترنت (جزء بسيط فقط من حجم العمل الكامل):
- كتاب الأسماء (2010؛ 481 صفحة)
- كتاب الأسماء (2005؛ 481 صفحة)
- INBA، المجلد. 29 لوحًا من ألواح الباب - "كتاب الأسماء" (336 صفحة)
- كتاب الأسماء الأول - كتاب الأسماء أو الشهار شأن (كتاب المراتب الأربع) ، للسيد علي محمد الباب (ت. تبريز 1850).
- كتاب الأسماء الجزء الثاني - مقتطفات مختارة مترجمة